# 盧卡·西諾萊利

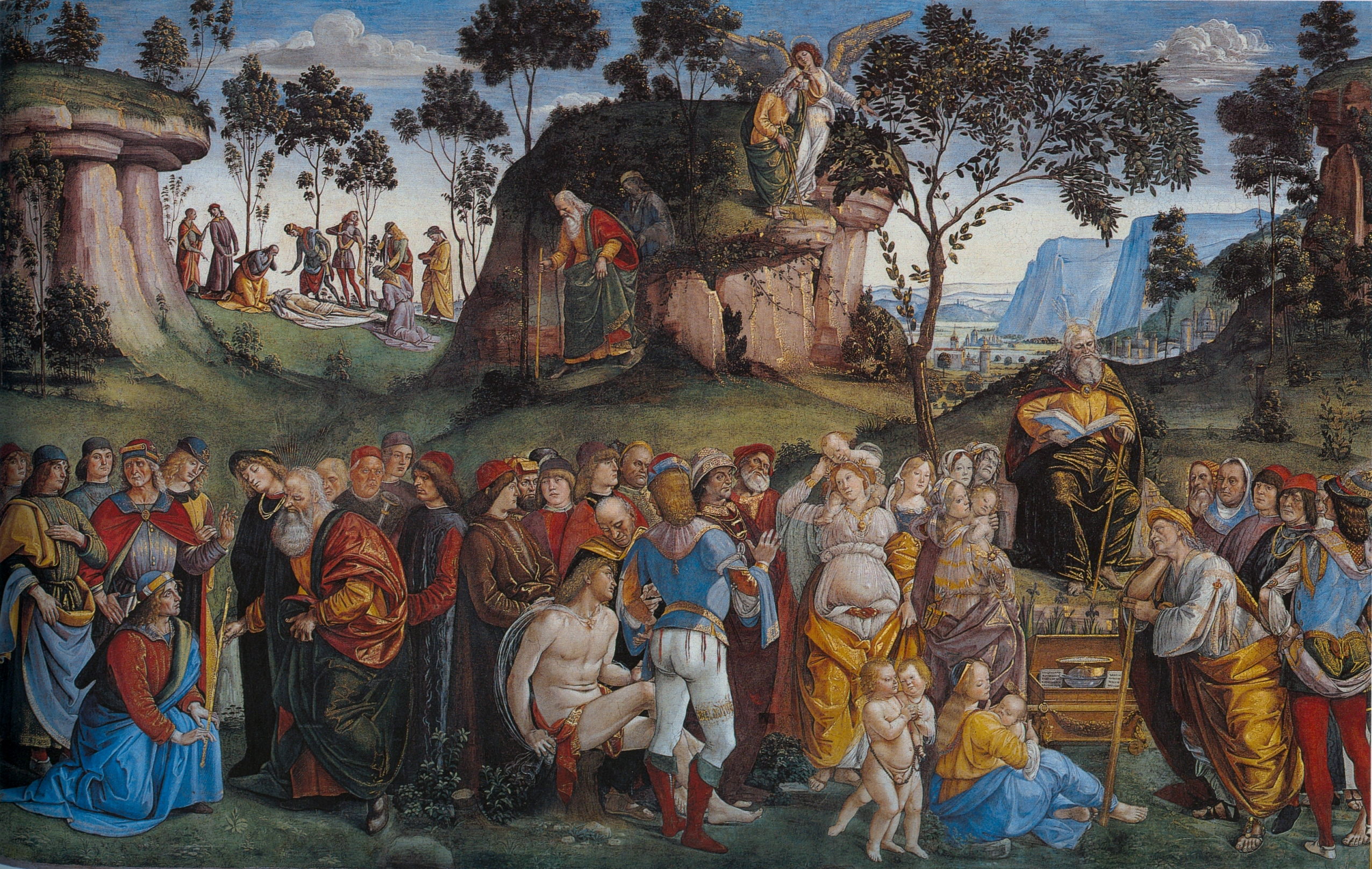
《梅瑟的遗嘱及梅瑟之死》，盧卡·西諾萊利，1481-82，西斯汀小堂

盧卡·西諾萊利（Luca Signorelli，約1445 – 1523年10月16日）是一位意大利文藝復興時期的畫家，他是當時托斯卡納地區的重要畫家之一，但也在羅馬及翁布里亞繪製作品。他的杰作包括在奥尔维耶托主教座堂创作的大型湿壁画《最后的审判》（1499-1503）。

## 生平
盧卡·西諾萊利在1441年至1445年間出生于托斯卡納的科爾托納，出生名為盧卡·埃吉迪奥·迪·文圖拉（Luca d'Egidio di Ventura）。他的舅舅拉扎羅·瓦薩里（Lazzaro Vasari）是喬爾喬·瓦薩里的曾祖父，據喬爾喬·瓦薩里記載，拉扎羅曾送盧卡·西諾萊利到皮耶羅·德拉·弗朗切斯卡手下當學徒。盧卡·西諾萊利1472年在阿雷佐、1474年在卡斯泰洛城繪製作品。他曾送過洛倫佐·德·美第奇一幅畫，珍妮特·羅斯和她的丈夫在1870年左右發現這幅畫並將其交給柏林的一家博物館，但二戰中被聯軍的炸彈炸毀。
西諾萊利在1478年至1484年間呆在羅馬，绘制了西斯汀小堂的湿壁画《梅瑟的遗嘱及梅瑟之死》，之後返回家鄉。他亦曾在錫耶納附近的天主教大橄欖山自治會院區的修道院里繪製過八幅湿壁画，描绘圣本笃的生平事迹。

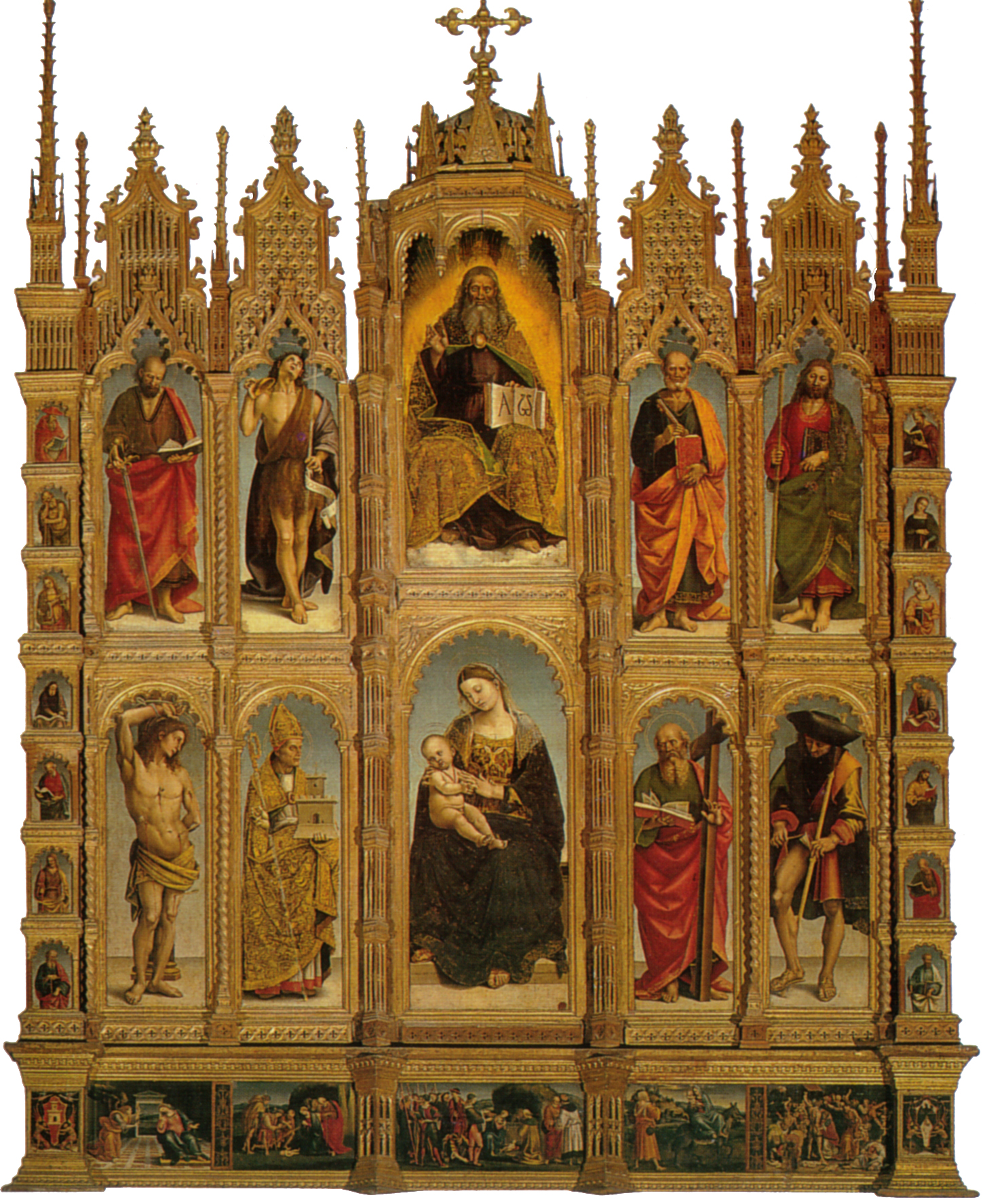
阿尔切维亚祭坛画

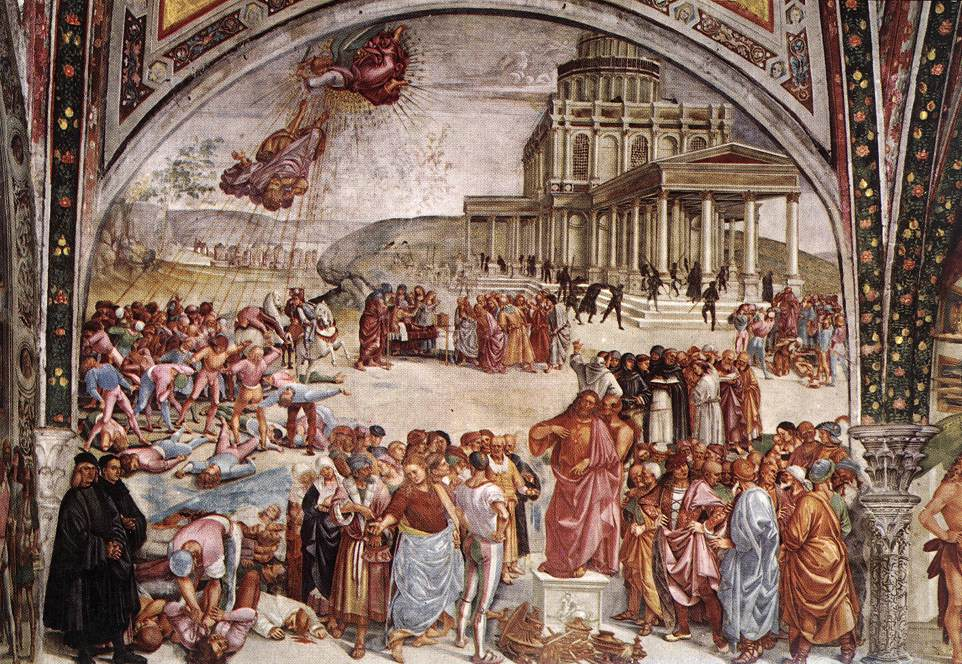
《敌基督的布道》

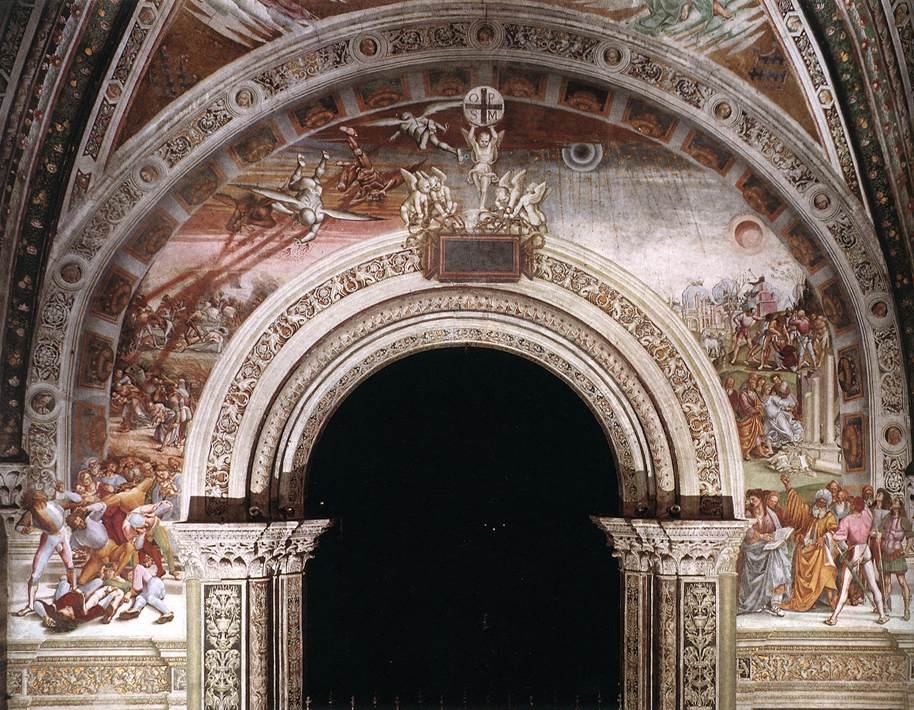
《世界末日》

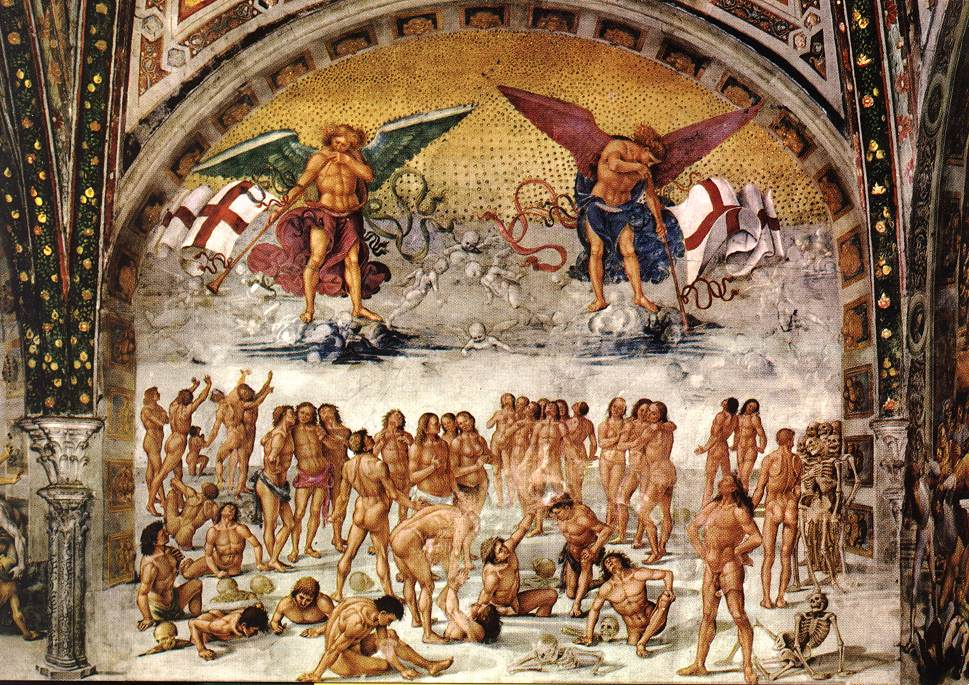
《肉身的复活》

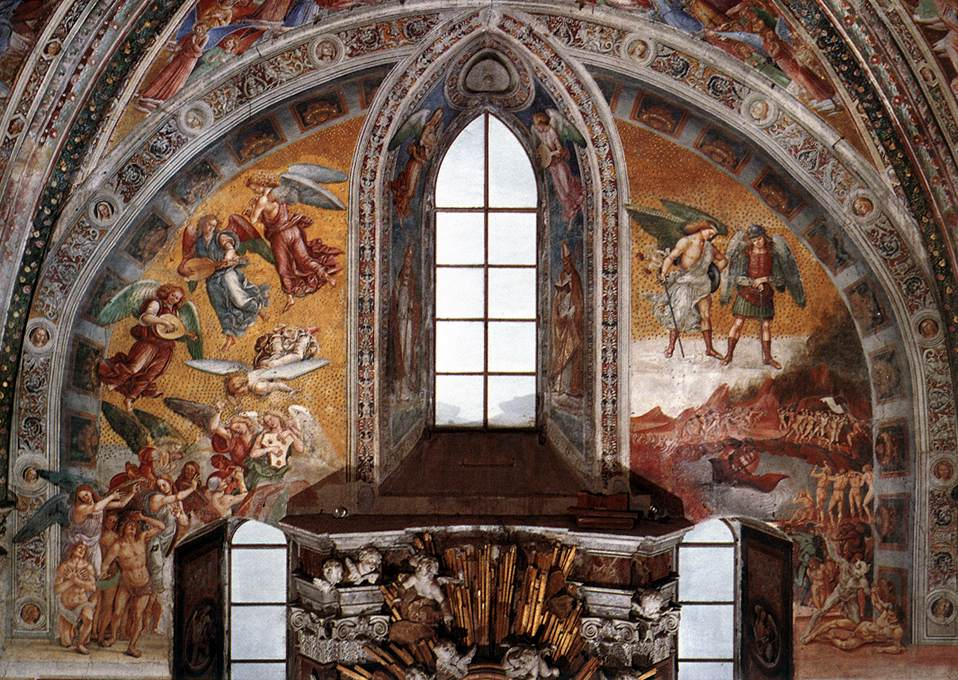
《被召上天堂与投入地狱》

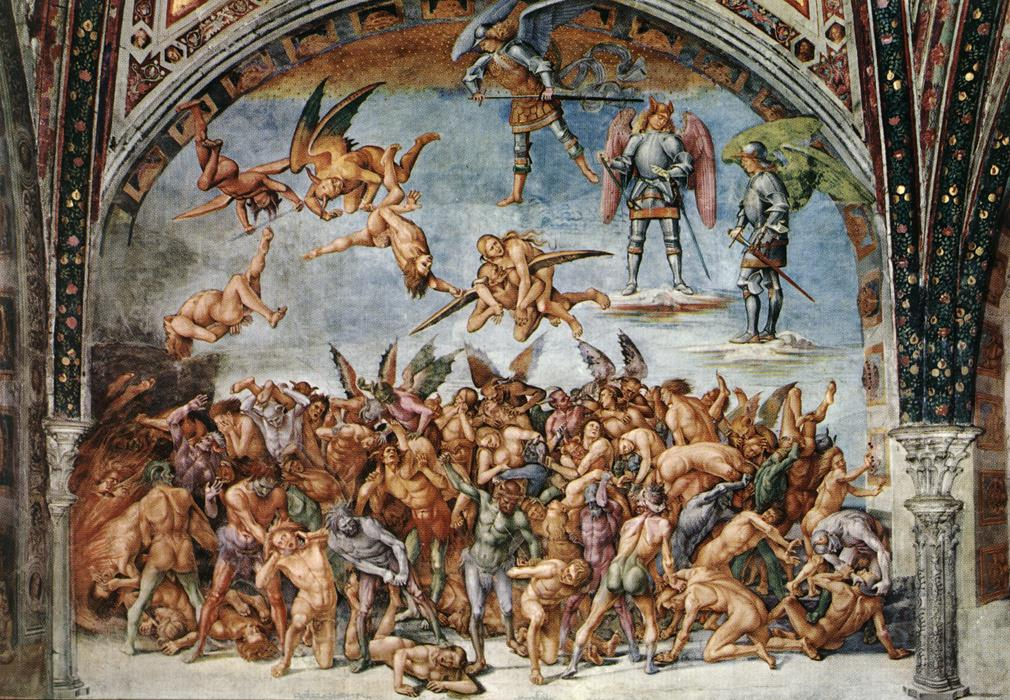
《地狱的诅咒》

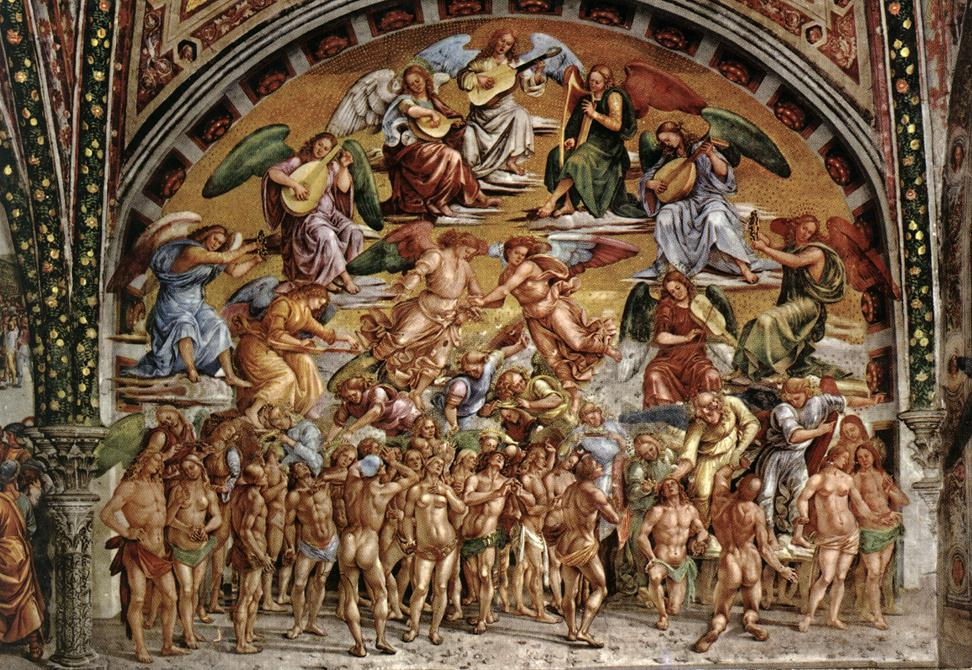
《天堂的祝福》

西诺莱利从大橄榄山修道院去了奥尔维耶托的奥尔维耶托主教座堂，为新小堂（圣布里齐奥小堂）绘制了《最后的审判》（1499-1503）等大型湿壁画。当时新小堂祭坛上方的拱顶天花板上已有两组湿壁画，即《审判的基督》和《先知》，由安杰利科修士绘制于50年前。西诺莱利在拱顶和墙壁上部创作的湿壁画描绘启示录和最后审判的事件，填满小堂入口周围的空间。西诺莱利在拱顶天花板上添加了圣母、宗徒、教会博士、殉道者和贞女。《最后的审判》组画充满了对面的拱顶和祭坛周围的墙壁，开始于左墙的《敌基督的布道》，包括《世界末日》、《肉身的复活》、《被召上天堂与投入地狱》、《地狱的诅咒》以及《天堂的祝福》。它们占据了三个巨大的新月楣。其中一一幅画描绘敌基督一头从空中坠落，撞向了无数的男人和女人。

完成奥尔维耶托的湿壁画以后，西诺莱利常住在锡耶纳。1508年在马尔凯的阿尔切维亚绘制伟大的阿尔切维亚祭坛画，包括上下两层各五幅画、底层附饰画（基督童年的情节）以及左右柱子各七个圣人像。1508年受教皇儒略二世之召與其他一批畫家前往梵蒂岡使徒宮繪製湿壁画。之後又去過一些別的地方，1520年之後返回故鄉擔任執政官，1523年去世，年约78-82岁。
科尔托纳将于2023年举办一场大型展览，庆祝他逝世500周年。

## 擴展閱讀
- Henry, Tom; Lawrence Kanter. . New York: Rizzoli. 2002.
- James, Sara Nair, “Penance and Redemption: The Role of the Roman Liturgy in Luca Signorelli’s Frescoes at Orvieto” in Artibus et Historiae vol XXII, no. 44 Fall, 2001.
- James, Sara Nair. "Vasari on Signorelli: The Origins of 'The Grand Manner of Painting,'" in Reading Vasari, edited by Anne B. Barriault, Andrew Ladis, Norman E. Land, and Jeryldene M. Wood. London and Athens, GA: Philip Wilson Publishers and the Georgia Museum of Art, 2005.
- James, Sara Nair, “Apocalypse in the Visual Arts” for the Encyclopedia of the Bible and Its Reception, published by Verlag Walter de Gruyter in Berlin (Germany), Volume A, 2009.
- James, Sara Nair, “Antichrist in the Visual Arts” for the Encyclopedia of the Bible and Its Reception, published by Verlag Walter de  Gruyter in Berlin (Germany), Volume A, 2009.
- Henry, Tom, The Life and Art of Luca Signorelli. New Haven and London: Yale University Press, 2012
- 本条目包含来自公有领域出版物的文本: Chisholm, Hugh (编).  (第11版). London: Cambridge University Press. 1911.
- Gilbert, Creighton. . Penn State Press. 2002  [2015-03-26]. ISBN 0-271-02140-3. （原始内容存档于2006-09-01）.
- Riess, Jonathan B. The Renaissance Antichrist: Luca Signorelli’s Orvieto Frescoes, Princeton: Princeton University Press, 1995.

## 外部連結
- Luca Signorelli （页面存档备份，存于） by Maud Cruttwell
- Cortona the Town where Luca Signorelli was born （页面存档备份，存于）